# Вардарска дивизија
Вардарска дивизија била је војна јединица Краљевине Србије настала на терену Вардарске дивизијске области после демобилизације војске 16. августа 1913. године. Вардарску дивизијску област чинили су пуковски окрузи: Скопски, Тетовски, Кумановски и Прешевски. Под командом Вардарске дивизијске области 1915. године распоређена су била по два батаљона трећег позива и регрута, једна чета Граничне трупе, скопски, прешевски, ибарски, тетовски и кумановски обвезнички батаљон, састављен од хришћана и муслимана на вежби.